# Badminton-Juniorenweltmeisterschaft 1990
Die Badminton-Juniorenweltmeisterschaft 1990 fand Anfang November 1990 in Jakarta, Indonesien, statt. Die englische Bezeichnung des Turniers war Fourth Bimantara World Badminton Junior Invitation Tournament. Über 600 Spieler und Spielerinnen aus 33 Ländern nahmen an den Titelkämpfen teil.

## Halbfinalresultate
| Disziplin    | Sieger                       | Finalist                                 | Ergebnis           |
| ------------ | ---------------------------- | ---------------------------------------- | ------------------ |
| Herreneinzel | Dwi Aryanto                  | C. Arief                                 | 15–5, 11–0 Aufgabe |
| Herreneinzel | Hendri G. Wiyadi             | Kang Kyung-jin                           | 15–7, 15–9         |
| Dameneinzel  | Li Lijun                     | Camilla Martin                           | 11–9, 11–2         |
| Dameneinzel  | Yuni Kartika                 | Kristin Yunita                           | 12–10, 11–2        |
| Herrendoppel | Seng Kok Keong Hadi Sugianto | Dadang Hidayat Heryandiono               | 15–7, 15–12        |
| Herrendoppel | Toni Johannes Ade Sutrisna   | Hu Zhilang Tao Xiaoqiang                 | 15–4, 15–10        |
| Damendoppel  | Liu Hong Ye Zhaoying         | Alison Humby Joanne Wright               | 18–13, 15–8        |
| Damendoppel  | Ge Fei Peng Xinyong          | Park Young-hee Yang Hye-ock              | 15–10, 15–2        |
| Mixed        | Hu Zhilang Peng Xinyong      | Khunakorn Sudhisodhi Pornsawan Plungwech | 15–4, 15–8         |
| Mixed        | Kim Young-gil Shin Hee-jin   | Simon Archer Joanne Wright               | 15–10, 15–8        |

## Finalergebnisse
| Disziplin    | Sieger                       | Finalist                   | Ergebnis         |
| ------------ | ---------------------------- | -------------------------- | ---------------- |
| Herreneinzel | Henry G. Wiyadi              | Dwi Aryanto                | 15–11, 15–11     |
| Dameneinzel  | Yuni Kartika                 | Li Lijun                   | 4–11, 11–1, 11–3 |
| Herrendoppel | Seng Kok Kiong Hadi Sugianto | Ade Sutrisna Toni Johannes | 9–15, 15–4, 15–7 |
| Damendoppel  | Ye Zhaoying Liu Hong         | Peng Xinyong Ge Fei        | 5–15, 15–8, 15–8 |
| Mixed        | Hu Zhilang Peng Xinyong      | Kim Young-gil Shin Hee-jin | 15–10, 15–11     |